# Nederlands handbalteam (mannen)

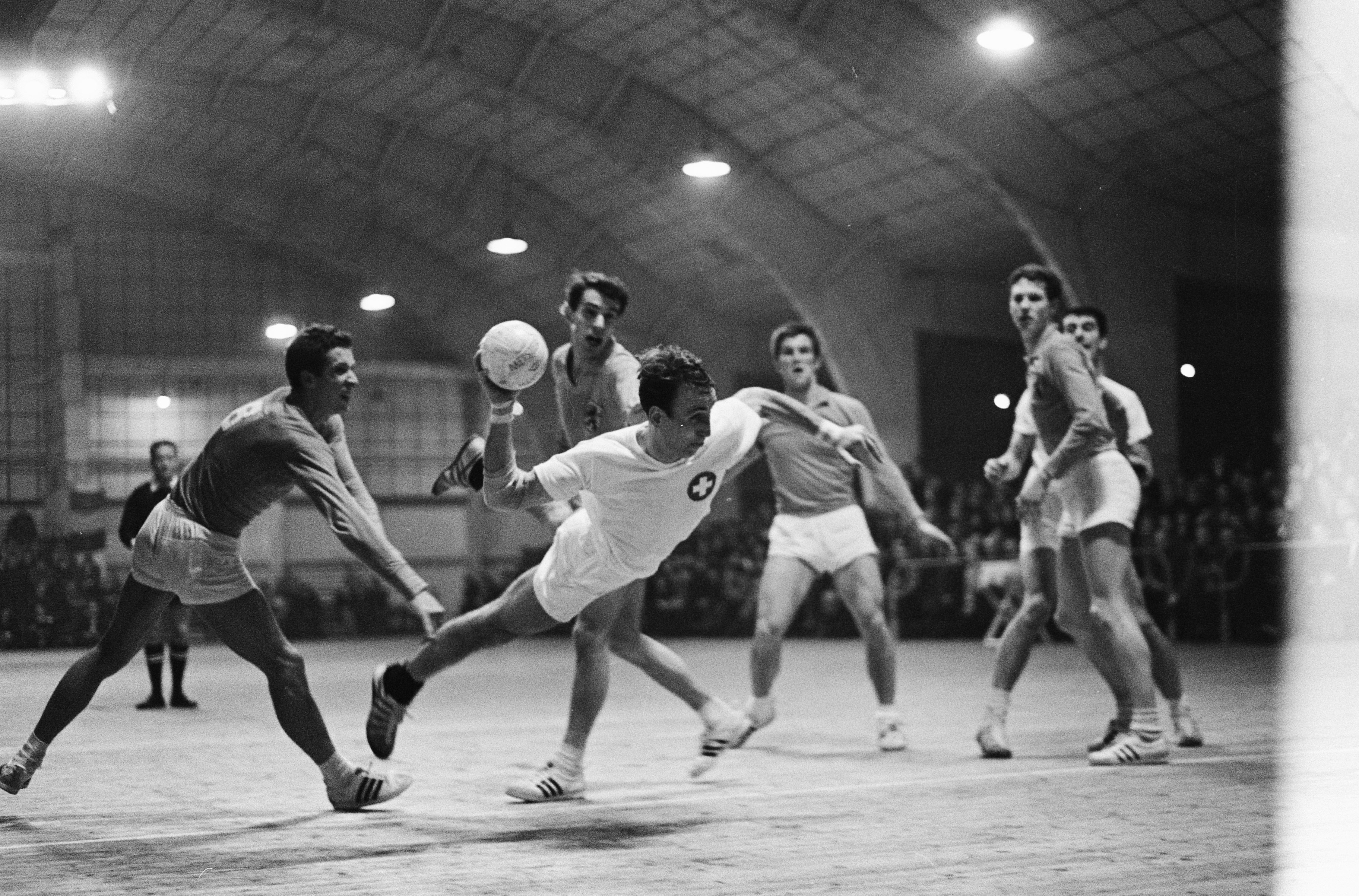
Nederland tegen Zwitserland (1966)

Het Nederlands handbalteam is een team van mannelijke handballers dat Nederland vertegenwoordigt in internationale handbalwedstrijden.
Het Nederlands herenteam is de laatste jaren bezig aan een gestage internationale opmars. De mannen hebben zich pas enkele keren voor een groot eindtoernooi weten te plaatsen. Twee keer voor de WK (in 1961 en via een wildcard in 2023) en voor de drie meest recente edities van de Europese kampioenschappen: EK 2020, EK 2022 en EK 2024. Bij de EK 2022 bereikte Nederland verrassend de hoofdronde en eindigde als tiende overall. Ook bij de WK 2023 werd de hoofdronde behaald en noteerde Nederland in totaal drie overwinningen, de eerste drie ooit op een mondiaal eindtoernooi. Net als bij het succesvolle vrouwenteam is er een fulltime Handbalacademie opgericht (in 2018) voor talenten op Papendal en spelen steeds meer internationals op een hoger clubniveau in het buitenland. 

## Historie

#### WK
De eerste deelname aan een mondiale eindronde voor het Nederlandse mannenteam dateert al van het WK 1961 in West-Duitsland. Daar eindigde de ploeg evenwel op een gedeelde elfde en laatste plaats, omdat geen wedstrijd in de groepsfase gewonnen kon worden. In West-Duitsland werden nederlagen geleden tegen het thuisland (7-33) en Frankrijk (11-21). De topscorers waren Jan Ridderbos en Frans van der Heyden. 
In de jaren nadien speelde Nederland alleen nog op C- en B-WK's, waarbij Nederland in 1988 nog goud behaalde op de C-WK in Portugal. Na de hervorming van de toernooi-indeling door de wereldbond IHF met alleen nog maar een A-WK vanaf 1995 wist Nederland zich voor veertien edities op rij niet te plaatsen. Pas na 2010 kwam de ploeg - na een periode met nauwelijks financiële ondersteuning - weer in de buurt van plaatsing. Voor de WK 2011 en WK 2013 kon het Nederlandse mannenteam zich na nederlagen in de play-offs tegen respectievelijk Oostenrijk en IJsland niet plaatsen. Daarna vond de selectie de aansluiting met de Europese subtop en verloor het in de play-offs voor de WK 2017 over twee duels nipt van Polen. In 2019 verloor Oranje, na een knappe thuiswinst (25-24), over twee duels van Europees topland Zweden. Nederland plaatste zich ook voor de play-offs van de WK 2021, die duels tegen Oostenrijk werden vanwege het coronavirus echter niet gespeeld waardoor Nederland zich niet kon kwalificeren.
In 2023 was Nederland na 62 jaar voor het eerst weer van de partij op een WK. Oranje ging weliswaar in de play-offs onderuit tegen Portugal (30-33 uitwinst, 28-35 thuisnederlaag), maar kreeg van de IHF een wildcard voor de WK vanwege de groeiende prestaties. Oranje beloonde die toewijzing met twee ruime overwinningen van tien doelpunten verschil in de groepsfase tegen zowel Argentinië als Macedonië. Ondanks een grote voorsprong, werd nipt van Noorwegen (26-27) verloren. In de hoofdronde won Oranje ook van Aziatisch kampioen Qatar (32-30), maar verloor van Duitsland (26-33) en Servië (30-32). Oranje eindigde daarmee als veertiende van de 32 deelnemers. Rechteropbouwer Kay Smits was topscoorder met 44 treffers.
Ook voor de WK 2025 is Nederland geplaatst. Door een goed resultaat bij de EK van 2024 (12e) had Nederland een beschermde status in de play-offs. Oranje lootte Griekenland en haalde met winst over twee duels voor het eerst op eigen kracht het mondiale eindtoernooi.

#### EK
Na enkele mislukte pogingen via de play-offs wist Nederland zich in 2019 voor het eerst in de historie te plaatsen voor een EK dat is uitgebreid van 16 naar 24 deelnemende landen. Op het EK 2020 wist Nederland, onder leiding van de IJslandse bondscoach Erlingur Richardsson, te winnen van Letland, maar leed nederlagen tegen Duitsland en Spanje, waardoor het uitgeschakeld werd in de groepsfase. Ook daarna wist Nederland zich wederom te kwalificeren voor de EK door in een sterke groep gelijk te eindigen met Slovenië, en Polen voor te blijven. In het openingsduel van de EK 2022 wist Nederland het sterke thuisland Hongarije voor 20.000 toeschouwers voor het eerst in de historie te verslaan. Oranje eindigde als tweede in groep B door winst op Portugal en verlies tegen IJsland. Het herenteam plaatste zich hiermee voor de hoofdronde. Oranje eindigde uiteindelijk als tiende overall onder meer na winst op Montenegro (34-30) en een gelijkspel tegen grootmacht Kroatië (28-28).
Voor de editie van 2024 kwalificeerde Nederland zich als winnaar van een van de poules. Na nipt verlies tegen Zweden werd Oranje tweede in de groepsfase van het toernooi in Duitsland. In de hoofdronde stond deelname aan een van de olympisch kwalificatie toernooien op het spel, maar mede door zware blessures van Samir Benghanem en Thomas Houtepen wist Nederland alleen tegen Portugal gelijk te spelen en eindigde daarmee als 12e. Linkerhoekspeler Rutger ten Velde eindigde als vijfde op de topscoorderslijst van deze editie met 45 doelpunten. 

## Team

### Huidige selectie
Bondscoach: Staffan Olsson 

Assistent Bondscoach: Wai Wong

Keeperstrainer: Gerrie Eijlers

Fysiotherapeut: Rian Dekker

Fysiotherapeut: Robert Baardse

Teammanager: Maike Willems
| Nr.           | Naam                   | Geboortedatum | Lengte | Interlands | Goals  | Huidige club            |        |
| Keeper        | Keeper                 | Keeper        | Keeper | Keeper     | Keeper | Keeper                  | Keeper |
| ------------- | ---------------------- | ------------- | ------ | ---------- | ------ | ----------------------- | ------ |
| 1             | Bart Ravensbergen      | 14-03-1993    | 1,90 m | 105        | 17     | Frisch Auf! Göppingen   |        |
| 2             | Rob Goudriaan          | 07-02-2001    | 1,89 m | 2          | 0      | KRAS/Volendam           |        |
| 12            | Matthias Dorgelo       | 31-10-2002    | 1.99 m | 4          | 1      | Sønderjysk Elitesport   |        |
| 30            | Arjan Versteijnen      | 03-02-2000    | 1,93 m | 27         | 1      | EHV Aue                 |        |
| Cirkelspeler  |                        |               |        |            |        |                         |        |
| 13            | Samir Benghanem        | 10-12-1993    | 1,95 m | 68         | 126    | Green Park/Aalsmeer     |        |
| 15            | Lars Kooij             | 11-08-2000    | 1,99 m | 27         | 39     | RK Vardar               |        |
| 21            | Martijn Kleijkers      | 22-02-2001    | 1,92 m | 9          | 6      | Billère HB Pau-Pyrénées |        |
| Linkerhoek    |                        |               |        |            |        |                         |        |
| 5             | Rutger ten Velde       | 05-03-1997    | 1,94 m | 71         | 219    | Frisch Auf! Göppingen   |        |
| 17            | Kaj Geenen             | 06-05-2003    | 1,84 m | 20         | 16     | VfL Lübeck-Schwartau    |        |
| 41            | Jeromy van der Ban     | 14-01-2002    | 1,91 m | 2          | 2      | Green Park/Aalsmeer     |        |
| Linkeropbouw  |                        |               |        |            |        |                         |        |
| 7             | Robin Schoenaker       | 23-08-1995    | 1,93 m | 59         | 8      | Sporting Pelt           |        |
| 23            | Jorn Smits             | 03-09-1992    | 1,93 m | 75         | 112    | GC Amicitia Zürich      |        |
| 77            | Dani Baijens           | 05-05-1998    | 1,82 m | 84         | 229    | Paris Saint-Germain     |        |
| Middenopbouw  |                        |               |        |            |        |                         |        |
| 3             | Ivar Stavast           | 13-01-1998    | 1,92 m | 49         | 61     | HC Elbflorenz Dresden   |        |
| 22            | Luc Steins             | 22-03-1995    | 1,73 m | 111        | 319    | Paris Saint-Germain     |        |
| 33            | Thomas Houtepen        | 15-05-2002    | 1,83 m | 11         | 16     | TBV Lemgo               |        |
| Rechteropbouw |                        |               |        |            |        |                         |        |
| 20            | Niels Versteijnen      | 03-02-2000    | 2,00 m | 49         | 107    | TBV Lemgo               |        |
| 31            | Kay Smits              | 31-03-1997    | 1,86 m | 82         | 383    | SC Flensburg-Handewitt  |        |
| 34            | Tom Jansen             | 08-06-1998    | 1,99 m | 29         | 49     | ASV Hamm-Westfalen      |        |
| Rechterhoek   |                        |               |        |            |        |                         |        |
| 14            | Bobby Schagen          | 13-01-1990    | 1,91 m | 141        | 429    | TBV Lemgo               |        |
| 27            | Alec Smit              | 15-05-1999    | 1,82 m | 60         | 71     | Pfadi Winterthur        |        |
| 40            | Robin Nagtegaal        | 21-01-1999    | 1.85 m | 2          | 0      | KRAS/Volendam           |        |
| Reserves      |                        |               |        |            |        |                         |        |
| Keepers       |                        |               |        |            |        |                         |        |
| 11            | Jorick Pol             | 26-02-2004    | 1,98 m | 0          | 0      | JD Techniek/Hurry-Up    |        |
| Veldspelers   |                        |               |        |            |        |                         |        |
| 4             | Janik van Zundert (RO) | 08-09-2002    | 1.91 m | 6          | 0      | Herpertz/Bevo           |        |
| 6             | Niko Blaauw (MO)       | 15-01-2002    | 1,90 m | 17         | 3      | VfL Lübeck-Schwartau    |        |
| 8             | Evert Kooijman (CS)    | 28-01-1996    | 1,93 m | 42         | 36     | KRAS/Volendam           |        |
| 9             | Florent Bourget (MO)   | 12-06-1998    | 1,85 m | 12         | 20     | HC Visé BM              |        |
| 25            | Destin van Dijk (LO)   | 02-11-2001    | 2,02 m | 2          | 0      | Herpertz/Bevo           |        |
| 28            | Tim Claessens (CS)     | 09-01-1999    | 1,97 m | 17         | 15     | Achilles Bocholt        |        |
| 35            | Donny Vink (LH)        | 01-08-1998    | 1.86 m | 2          | 2      | Green Park/Aalsmeer     |        |
| 38            | Rob Schmeits (RH)      | 11-06-1994    | 1,85 m | 4          | 3      | KEMBIT/Lions            |        |

Selectie laatst bijgewerkt op 15 januari 2025

### Voorgaande selecties
2022 - Europese kampioenschappen (10e plaats)
1 Bart Ravensbergen ·
3 Ivar Stavast ·
4 Lars Kooij ·
5 Rutger ten Velde ·
6 Niko Blaauw ·
9 Florent Bourget ·
11 Iso Sluijters ·
12 Luc Steins ·
13 Samir Benghanem ·
14 Bobby Schagen ·
17 Ivo Steins ·
19 Robin Schoenaker ·
22 Jasper Adams ·
24 Jeffrey Boomhouwer ·
26 Dennis Schellekens ·
27 Alec Smit ·
77 Dani Baijens ·
31 Kay Smits ·
32 Tommie Falke ·
34 Tom Jansen ·
36 René de Knegt ·
70 Thijs van Leeuwen ·
80 Gerrie Eijlers ·
Coach:  Erlingur Richardsson

2020 - Europese kampioenschappen (17e plaats)

1 Bart Ravensbergen ·
3 Samir Benghanem ·
7 Toon Leenders ·
9 Niels Versteijnen ·
11 Iso Sluijters ·
12 Luc Steins ·
14 Bobby Schagen ·
17 Ivo Steins ·
19 Robin Schoenaker ·
21 Kay Smits ·
22 Jasper Adams ·
24 Jeffrey Boomhouwer ·
25 Ephrahim Jerry ·
31 Gerrie Eijlers ·
77 Dani Baijens ·
85 Tim Remer ·
Coach:  Erlingur Richardsson

## Resultaten

### Olympische Spelen
| Olympische Spelen | Olympische Spelen       | Olympische Spelen       | Olympische Spelen       | Olympische Spelen       | Olympische Spelen       | Olympische Spelen       | Olympische Spelen       | Olympische Spelen       |
| Jaar              | Resultaat               | Wed                     | W                       | G                       | V                       | DV                      | DT                      | DS                      |
| ----------------- | ----------------------- | ----------------------- | ----------------------- | ----------------------- | ----------------------- | ----------------------- | ----------------------- | ----------------------- |
| 1936              | Niet gekwalificeerd     | Niet gekwalificeerd     | Niet gekwalificeerd     | Niet gekwalificeerd     | Niet gekwalificeerd     | Niet gekwalificeerd     | Niet gekwalificeerd     | Niet gekwalificeerd     |
| 1972              | Niet gekwalificeerd     | Niet gekwalificeerd     | Niet gekwalificeerd     | Niet gekwalificeerd     | Niet gekwalificeerd     | Niet gekwalificeerd     | Niet gekwalificeerd     | Niet gekwalificeerd     |
| 1976              | Niet gekwalificeerd     | Niet gekwalificeerd     | Niet gekwalificeerd     | Niet gekwalificeerd     | Niet gekwalificeerd     | Niet gekwalificeerd     | Niet gekwalificeerd     | Niet gekwalificeerd     |
| 1980              | Niet gekwalificeerd     | Niet gekwalificeerd     | Niet gekwalificeerd     | Niet gekwalificeerd     | Niet gekwalificeerd     | Niet gekwalificeerd     | Niet gekwalificeerd     | Niet gekwalificeerd     |
| 1984              | Niet gekwalificeerd     | Niet gekwalificeerd     | Niet gekwalificeerd     | Niet gekwalificeerd     | Niet gekwalificeerd     | Niet gekwalificeerd     | Niet gekwalificeerd     | Niet gekwalificeerd     |
| 1988              | Niet gekwalificeerd     | Niet gekwalificeerd     | Niet gekwalificeerd     | Niet gekwalificeerd     | Niet gekwalificeerd     | Niet gekwalificeerd     | Niet gekwalificeerd     | Niet gekwalificeerd     |
| 1992              | Niet gekwalificeerd     | Niet gekwalificeerd     | Niet gekwalificeerd     | Niet gekwalificeerd     | Niet gekwalificeerd     | Niet gekwalificeerd     | Niet gekwalificeerd     | Niet gekwalificeerd     |
| 1996              | Niet gekwalificeerd     | Niet gekwalificeerd     | Niet gekwalificeerd     | Niet gekwalificeerd     | Niet gekwalificeerd     | Niet gekwalificeerd     | Niet gekwalificeerd     | Niet gekwalificeerd     |
| 2000              | Niet gekwalificeerd     | Niet gekwalificeerd     | Niet gekwalificeerd     | Niet gekwalificeerd     | Niet gekwalificeerd     | Niet gekwalificeerd     | Niet gekwalificeerd     | Niet gekwalificeerd     |
| 2004              | Niet gekwalificeerd     | Niet gekwalificeerd     | Niet gekwalificeerd     | Niet gekwalificeerd     | Niet gekwalificeerd     | Niet gekwalificeerd     | Niet gekwalificeerd     | Niet gekwalificeerd     |
| 2008              | Niet gekwalificeerd     | Niet gekwalificeerd     | Niet gekwalificeerd     | Niet gekwalificeerd     | Niet gekwalificeerd     | Niet gekwalificeerd     | Niet gekwalificeerd     | Niet gekwalificeerd     |
| 2012              | Niet gekwalificeerd     | Niet gekwalificeerd     | Niet gekwalificeerd     | Niet gekwalificeerd     | Niet gekwalificeerd     | Niet gekwalificeerd     | Niet gekwalificeerd     | Niet gekwalificeerd     |
| 2016              | Niet gekwalificeerd     | Niet gekwalificeerd     | Niet gekwalificeerd     | Niet gekwalificeerd     | Niet gekwalificeerd     | Niet gekwalificeerd     | Niet gekwalificeerd     | Niet gekwalificeerd     |
| 2020              | Niet gekwalificeerd     | Niet gekwalificeerd     | Niet gekwalificeerd     | Niet gekwalificeerd     | Niet gekwalificeerd     | Niet gekwalificeerd     | Niet gekwalificeerd     | Niet gekwalificeerd     |
| 2024              | Niet gekwalificeerd     | Niet gekwalificeerd     | Niet gekwalificeerd     | Niet gekwalificeerd     | Niet gekwalificeerd     | Niet gekwalificeerd     | Niet gekwalificeerd     | Niet gekwalificeerd     |
| 2028              | Toekomstige evenementen | Toekomstige evenementen | Toekomstige evenementen | Toekomstige evenementen | Toekomstige evenementen | Toekomstige evenementen | Toekomstige evenementen | Toekomstige evenementen |
| Totaal            | 0/16                    | 0                       | 0                       | 0                       | 0                       | 0                       | 0                       | 0                       |

### Wereldkampioenschappen

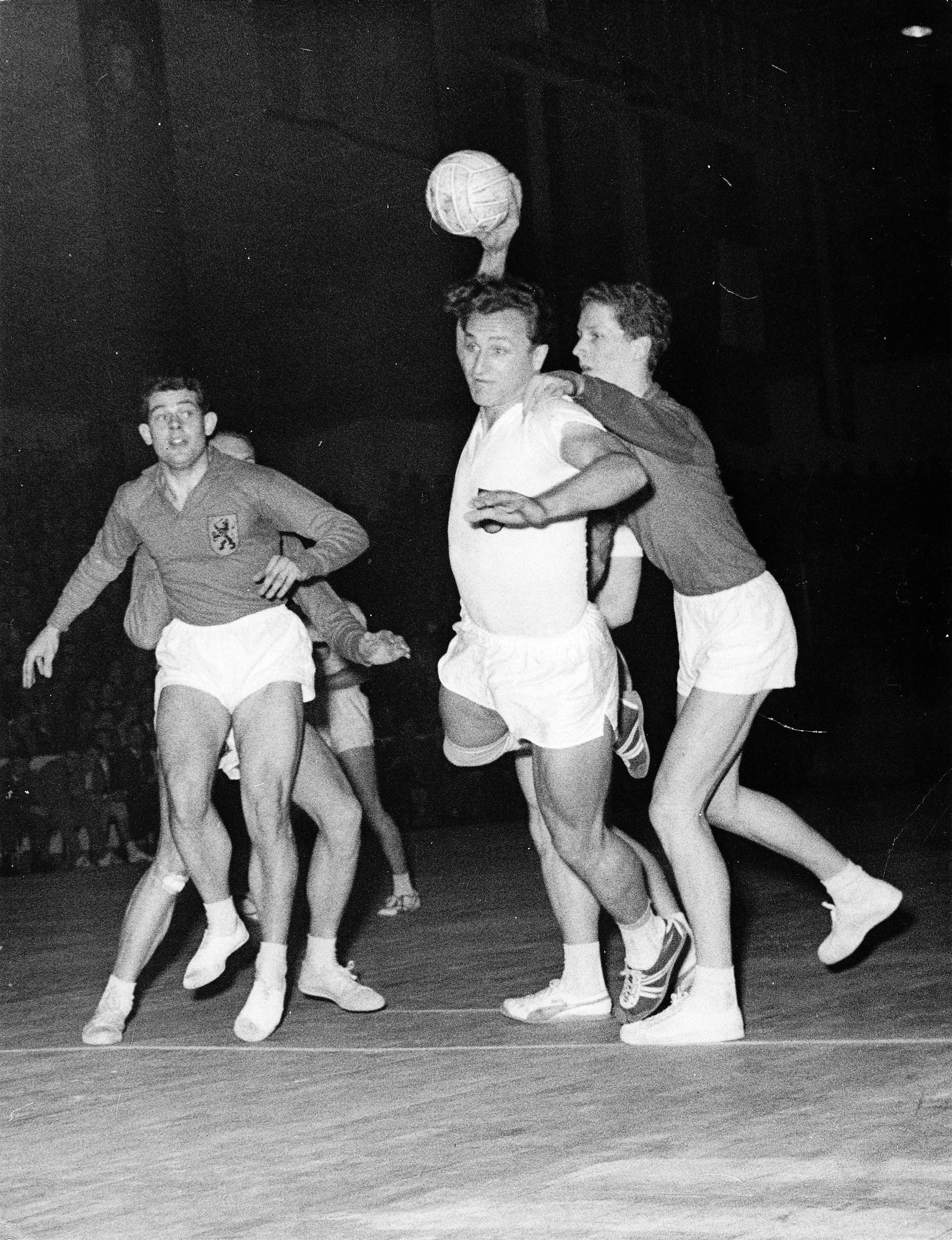
Nederland tegen Duitsland op het WK 1961.

In 2023 was het de laatste keer dat het team heeft deelgenomen aan de Wereldkampioenschappen.
| Wereldkampioenschap | Wereldkampioenschap     | Wereldkampioenschap     | Wereldkampioenschap     | Wereldkampioenschap     | Wereldkampioenschap     | Wereldkampioenschap     | Wereldkampioenschap     | Wereldkampioenschap     |
| Jaar (teams)        | Resultaat               | Wed                     | W                       | G                       | V                       | DV                      | DT                      | DS                      |
| ------------------- | ----------------------- | ----------------------- | ----------------------- | ----------------------- | ----------------------- | ----------------------- | ----------------------- | ----------------------- |
| 1938                | Niet gekwalificeerd     | Niet gekwalificeerd     | Niet gekwalificeerd     | Niet gekwalificeerd     | Niet gekwalificeerd     | Niet gekwalificeerd     | Niet gekwalificeerd     | Niet gekwalificeerd     |
| 1954                | Niet gekwalificeerd     | Niet gekwalificeerd     | Niet gekwalificeerd     | Niet gekwalificeerd     | Niet gekwalificeerd     | Niet gekwalificeerd     | Niet gekwalificeerd     | Niet gekwalificeerd     |
| 1958                | Niet gekwalificeerd     | Niet gekwalificeerd     | Niet gekwalificeerd     | Niet gekwalificeerd     | Niet gekwalificeerd     | Niet gekwalificeerd     | Niet gekwalificeerd     | Niet gekwalificeerd     |
| 1961                | 11de                    | 2                       | 0                       | 0                       | 2                       | 18                      | 54                      | –36                     |
| 1964                | Niet gekwalificeerd     | Niet gekwalificeerd     | Niet gekwalificeerd     | Niet gekwalificeerd     | Niet gekwalificeerd     | Niet gekwalificeerd     | Niet gekwalificeerd     | Niet gekwalificeerd     |
| 1967                | Niet gekwalificeerd     | Niet gekwalificeerd     | Niet gekwalificeerd     | Niet gekwalificeerd     | Niet gekwalificeerd     | Niet gekwalificeerd     | Niet gekwalificeerd     | Niet gekwalificeerd     |
| 1970                | Niet gekwalificeerd     | Niet gekwalificeerd     | Niet gekwalificeerd     | Niet gekwalificeerd     | Niet gekwalificeerd     | Niet gekwalificeerd     | Niet gekwalificeerd     | Niet gekwalificeerd     |
| 1974                | Niet gekwalificeerd     | Niet gekwalificeerd     | Niet gekwalificeerd     | Niet gekwalificeerd     | Niet gekwalificeerd     | Niet gekwalificeerd     | Niet gekwalificeerd     | Niet gekwalificeerd     |
| 1978                | Niet gekwalificeerd     | Niet gekwalificeerd     | Niet gekwalificeerd     | Niet gekwalificeerd     | Niet gekwalificeerd     | Niet gekwalificeerd     | Niet gekwalificeerd     | Niet gekwalificeerd     |
| 1982                | Niet gekwalificeerd     | Niet gekwalificeerd     | Niet gekwalificeerd     | Niet gekwalificeerd     | Niet gekwalificeerd     | Niet gekwalificeerd     | Niet gekwalificeerd     | Niet gekwalificeerd     |
| 1986                | Niet gekwalificeerd     | Niet gekwalificeerd     | Niet gekwalificeerd     | Niet gekwalificeerd     | Niet gekwalificeerd     | Niet gekwalificeerd     | Niet gekwalificeerd     | Niet gekwalificeerd     |
| 1990                | Niet gekwalificeerd     | Niet gekwalificeerd     | Niet gekwalificeerd     | Niet gekwalificeerd     | Niet gekwalificeerd     | Niet gekwalificeerd     | Niet gekwalificeerd     | Niet gekwalificeerd     |
| 1993                | Niet gekwalificeerd     | Niet gekwalificeerd     | Niet gekwalificeerd     | Niet gekwalificeerd     | Niet gekwalificeerd     | Niet gekwalificeerd     | Niet gekwalificeerd     | Niet gekwalificeerd     |
| 1995                | Niet gekwalificeerd     | Niet gekwalificeerd     | Niet gekwalificeerd     | Niet gekwalificeerd     | Niet gekwalificeerd     | Niet gekwalificeerd     | Niet gekwalificeerd     | Niet gekwalificeerd     |
| 1997                | Niet gekwalificeerd     | Niet gekwalificeerd     | Niet gekwalificeerd     | Niet gekwalificeerd     | Niet gekwalificeerd     | Niet gekwalificeerd     | Niet gekwalificeerd     | Niet gekwalificeerd     |
| 1999                | Niet gekwalificeerd     | Niet gekwalificeerd     | Niet gekwalificeerd     | Niet gekwalificeerd     | Niet gekwalificeerd     | Niet gekwalificeerd     | Niet gekwalificeerd     | Niet gekwalificeerd     |
| 2001                | Niet gekwalificeerd     | Niet gekwalificeerd     | Niet gekwalificeerd     | Niet gekwalificeerd     | Niet gekwalificeerd     | Niet gekwalificeerd     | Niet gekwalificeerd     | Niet gekwalificeerd     |
| 2003                | Niet gekwalificeerd     | Niet gekwalificeerd     | Niet gekwalificeerd     | Niet gekwalificeerd     | Niet gekwalificeerd     | Niet gekwalificeerd     | Niet gekwalificeerd     | Niet gekwalificeerd     |
| 2005                | Niet gekwalificeerd     | Niet gekwalificeerd     | Niet gekwalificeerd     | Niet gekwalificeerd     | Niet gekwalificeerd     | Niet gekwalificeerd     | Niet gekwalificeerd     | Niet gekwalificeerd     |
| 2007                | Niet gekwalificeerd     | Niet gekwalificeerd     | Niet gekwalificeerd     | Niet gekwalificeerd     | Niet gekwalificeerd     | Niet gekwalificeerd     | Niet gekwalificeerd     | Niet gekwalificeerd     |
| 2009                | Niet gekwalificeerd     | Niet gekwalificeerd     | Niet gekwalificeerd     | Niet gekwalificeerd     | Niet gekwalificeerd     | Niet gekwalificeerd     | Niet gekwalificeerd     | Niet gekwalificeerd     |
| 2011                | Niet gekwalificeerd     | Niet gekwalificeerd     | Niet gekwalificeerd     | Niet gekwalificeerd     | Niet gekwalificeerd     | Niet gekwalificeerd     | Niet gekwalificeerd     | Niet gekwalificeerd     |
| 2013                | Niet gekwalificeerd     | Niet gekwalificeerd     | Niet gekwalificeerd     | Niet gekwalificeerd     | Niet gekwalificeerd     | Niet gekwalificeerd     | Niet gekwalificeerd     | Niet gekwalificeerd     |
| 2015                | Niet gekwalificeerd     | Niet gekwalificeerd     | Niet gekwalificeerd     | Niet gekwalificeerd     | Niet gekwalificeerd     | Niet gekwalificeerd     | Niet gekwalificeerd     | Niet gekwalificeerd     |
| 2017                | Niet gekwalificeerd     | Niet gekwalificeerd     | Niet gekwalificeerd     | Niet gekwalificeerd     | Niet gekwalificeerd     | Niet gekwalificeerd     | Niet gekwalificeerd     | Niet gekwalificeerd     |
| 2019                | Niet gekwalificeerd     | Niet gekwalificeerd     | Niet gekwalificeerd     | Niet gekwalificeerd     | Niet gekwalificeerd     | Niet gekwalificeerd     | Niet gekwalificeerd     | Niet gekwalificeerd     |
| 2021                | Niet gekwalificeerd     | Niet gekwalificeerd     | Niet gekwalificeerd     | Niet gekwalificeerd     | Niet gekwalificeerd     | Niet gekwalificeerd     | Niet gekwalificeerd     | Niet gekwalificeerd     |
| 2023                | 14de                    | 6                       | 3                       | 0                       | 3                       | 177                     | 165                     | +12                     |
| 2025                | Gekwalificeerd          |                         |                         |                         |                         |                         |                         |                         |
| 2027                | Toekomstige evenementen | Toekomstige evenementen | Toekomstige evenementen | Toekomstige evenementen | Toekomstige evenementen | Toekomstige evenementen | Toekomstige evenementen | Toekomstige evenementen |
| Totaal              | 2/30                    | 8                       | 3                       | 0                       | 5                       | 195                     | 219                     | –24                     |

### Europees kampioenschap
| Europees kampioenschap | Europees kampioenschap  | Europees kampioenschap  | Europees kampioenschap  | Europees kampioenschap  | Europees kampioenschap  | Europees kampioenschap  | Europees kampioenschap  | Europees kampioenschap  | Europees kampioenschap |
| Jaar (teams)           | Resultaat               | Wed                     | W                       | G                       | V                       | DV                      | DT                      | DS                      | Kwal                   |
| ---------------------- | ----------------------- | ----------------------- | ----------------------- | ----------------------- | ----------------------- | ----------------------- | ----------------------- | ----------------------- | ---------------------- |
| 1994                   | Niet gekwalificeerd     | Niet gekwalificeerd     | Niet gekwalificeerd     | Niet gekwalificeerd     | Niet gekwalificeerd     | Niet gekwalificeerd     | Niet gekwalificeerd     | Niet gekwalificeerd     | (kwal.)                |
| 1996                   | Niet gekwalificeerd     | Niet gekwalificeerd     | Niet gekwalificeerd     | Niet gekwalificeerd     | Niet gekwalificeerd     | Niet gekwalificeerd     | Niet gekwalificeerd     | Niet gekwalificeerd     | (Kwal.)                |
| 1998                   | Niet gekwalificeerd     | Niet gekwalificeerd     | Niet gekwalificeerd     | Niet gekwalificeerd     | Niet gekwalificeerd     | Niet gekwalificeerd     | Niet gekwalificeerd     | Niet gekwalificeerd     | (Kwal.)                |
| 2000                   | Niet gekwalificeerd     | Niet gekwalificeerd     | Niet gekwalificeerd     | Niet gekwalificeerd     | Niet gekwalificeerd     | Niet gekwalificeerd     | Niet gekwalificeerd     | Niet gekwalificeerd     | (kwal.)                |
| 2002                   | Niet gekwalificeerd     | Niet gekwalificeerd     | Niet gekwalificeerd     | Niet gekwalificeerd     | Niet gekwalificeerd     | Niet gekwalificeerd     | Niet gekwalificeerd     | Niet gekwalificeerd     | (Kwal.)                |
| 2004                   | Niet gekwalificeerd     | Niet gekwalificeerd     | Niet gekwalificeerd     | Niet gekwalificeerd     | Niet gekwalificeerd     | Niet gekwalificeerd     | Niet gekwalificeerd     | Niet gekwalificeerd     | (Kwal.)                |
| 2006                   | Niet gekwalificeerd     | Niet gekwalificeerd     | Niet gekwalificeerd     | Niet gekwalificeerd     | Niet gekwalificeerd     | Niet gekwalificeerd     | Niet gekwalificeerd     | Niet gekwalificeerd     | (Kwal.)                |
| 2008                   | Niet gekwalificeerd     | Niet gekwalificeerd     | Niet gekwalificeerd     | Niet gekwalificeerd     | Niet gekwalificeerd     | Niet gekwalificeerd     | Niet gekwalificeerd     | Niet gekwalificeerd     | (Kwal.)                |
| 2010                   | Niet gekwalificeerd     | Niet gekwalificeerd     | Niet gekwalificeerd     | Niet gekwalificeerd     | Niet gekwalificeerd     | Niet gekwalificeerd     | Niet gekwalificeerd     | Niet gekwalificeerd     | (Kwal.)                |
| 2012                   | Niet gekwalificeerd     | Niet gekwalificeerd     | Niet gekwalificeerd     | Niet gekwalificeerd     | Niet gekwalificeerd     | Niet gekwalificeerd     | Niet gekwalificeerd     | Niet gekwalificeerd     | (Kwal.)                |
| 2014                   | Niet gekwalificeerd     | Niet gekwalificeerd     | Niet gekwalificeerd     | Niet gekwalificeerd     | Niet gekwalificeerd     | Niet gekwalificeerd     | Niet gekwalificeerd     | Niet gekwalificeerd     | (Kwal.)                |
| 2016                   | Niet gekwalificeerd     | Niet gekwalificeerd     | Niet gekwalificeerd     | Niet gekwalificeerd     | Niet gekwalificeerd     | Niet gekwalificeerd     | Niet gekwalificeerd     | Niet gekwalificeerd     | (Kwal.)                |
| 2018                   | Niet gekwalificeerd     | Niet gekwalificeerd     | Niet gekwalificeerd     | Niet gekwalificeerd     | Niet gekwalificeerd     | Niet gekwalificeerd     | Niet gekwalificeerd     | Niet gekwalificeerd     | (Kwal.)                |
| 2020                   | 17e                     | 3                       | 1                       | 0                       | 2                       | 80                      | 94                      | −14                     | (Kwal.)                |
| 2022                   | 10e                     | 7                       | 3                       | 1                       | 3                       | 200                     | 215                     | −15                     | (Kwal.)                |
| 2024                   | 12e                     | 7                       | 2                       | 1                       | 4                       | 224                     | 222                     | +2                      | (Kwal.)                |
| 2026                   | Toekomstige evenementen | Toekomstige evenementen | Toekomstige evenementen | Toekomstige evenementen | Toekomstige evenementen | Toekomstige evenementen | Toekomstige evenementen | Toekomstige evenementen | (Kwal.)                |
| 2028                   | Toekomstige evenementen | Toekomstige evenementen | Toekomstige evenementen | Toekomstige evenementen | Toekomstige evenementen | Toekomstige evenementen | Toekomstige evenementen | Toekomstige evenementen | (Kwal.)                |
| Totaal                 | 3/16                    | 17                      | 6                       | 2                       | 9                       | 504                     | 531                     | −27                     |                        |

## Lijst van Bondcoaches
Hieronder alle bondcoaches:
| Coach                        | Jaren   |
| ---------------------------- | ------- |
| Chris Agterdenbosch          | 0000-64 |
| Bernd Kuchenbecker           | 1964-68 |
| Jaroslav Mraz                | 1968-72 |
| Bertus Cras                  | 1972-73 |
| Jo Maas                      | 1973    |
| Heinz Henneberg              | 1973-75 |
| Rob Janssen                  | 1975    |
| Rob Janssen & Jo Maas        | 1975-76 |
| Jan Tuik & George van Noesel | 1976-77 |
| Jan Tuik                     | 1977    |
| Jan Tuik & Jo Maas           | 1977-78 |
| Jan Tuik                     | 1978    |
| Guus Cantelberg              | 1978-80 |
| Ján Kecskeméthy              | 1980-85 |
| Ton van Linder               | 1985-87 |
| Gabrie Rietbroek             | 1987    |
| Ton van Linder               | 1987-89 |
| Guus Cantelberg              | 1989-93 |
| Harry Weerman                | 1993-95 |
| Leszek Krowicki              | 1995-98 |
| Ryszard Malag                | 1998-00 |
| Sjors Röttger                | 2000-02 |
| Henk Groener                 | 2002-05 |
| Pim Rietbroek                | 2005-07 |
| Harry Weerman                | 2007-12 |
| Mark Schmetz                 | 2012-14 |
| Joop Fiege                   | 2014-17 |
| Erlingur Richardsson         | 2017-22 |
| Staffan Olsson               | 2022-   |

Laatst bijgewerkt: 29 juli 2020 